# Cora (gran distribución)
Cora es una marca de hipermercados creada en Francia. Partenece al grupo Louis Delhaize y comprende 60 hipermercados en Francia, unos 10 en Bélgica y Luxemburgo, y 12 en Rumanía. Forma parte del grupo que incluye los supermercados Match, el cibermercado Houra y los vivieros Truffaut.
El 12 de julio de 2023, el grupo Carrefour anunció la adquisición de la marca en Francia, lo que debería ser efectiva para el verano de 2024.

## Origen del nombre
Hay un rumor, desmentido por Cora, que es que cuando terminó la franquicia con Carrefour, era necesario buscar un nombre para la marca y que al mismo tiempo una pequeña empresa del mismo nombre cerca de Verdún había quebrado. Hubo una adquisición de este nombre y la ventaja de este nombre es que será possible escribirlo con las letras C, A, R y  O de Carrefour, y se mantuvieron los colores de la marca.

## Historia

### Cora (1969-2024)
El primer hipermercado francés Cora abrió en septiembre de 1969, franquiciado por el grupo Carrefour en Garges-les-Gonesse, al que siguió poco después un segundo en Villers-Semeuse (Ardenas). El primer hipermercado belga Cora también abrió en 1969, en Hornu. Entre 1970 y 1975, se abrieron diez tiendas Cora bajo la franquicia Carrefour: en Bruay-la-Buissière, Courrières, Wattignies, Houdemont, Mundolsheim, Houssen, Vendin-le-Vieil, Sarrebourg. En 1974, los contratos de franquicia expiraron, la marca “ Cora» diventa independiente. En 1975, Philippe Bouriez se convierte en el presidente del grupo Louis Delhaize. De 1975 a 1985, Cora abrió un hipermercado cada 6 meses con el eslogan “ Cora, la calidad está ahí. ! ".
En 1982, la marca compró el grupo Révillon.
En abril de 1984, Cora rcuperaba quince hipermercados Radar y diez cafeterías.
En septembre 1989 : lanzamiento de 500 productos Cora.
En 1991, se tuvo en cuenta el aspecto medioambiental con la creación de unos cuarenta productos bajo la marca Génération Verde (biodegradabilidad superior al 95 %). En 1992, fue la primera edición de “ Escuelas del desierto» en colaboración con la agencia GAO Voyage. Cada año, un niño de cada tienda irá a un país africano con un objetivo humanitario (entrega de muchas toneladas de material escolar en los colegios).
En 1995, has un desarrollo de gamas de productos específicas. : las cortacésped Verciel, las bicicletas Optim'Alp, los electrodomésticos Domeos, los textiles Influx. En 1997 : hay el lanzamiento de la marca “ Compromiso desde el origen »; en 1998, el lanzamiento de productos de marca “ Cora Naturaleza Orgánica ". En 1999, la creación de la central de compras “ Ópera », en asociación con el grupo Casino. La ópera diventa la 3 central de compras francesa, en volumen. En 2000, has el lanzamiento de productos Cora destinados a los niños y animados por el personaje “ chico ". 
En 2002, Cora se separó del grupo Casino y creó su propia central de compras, Provera, que fue confiada a Kuehne+Nagel. Hay varios depósitos, como el de Roye (80), de Bondoufle (91). El mismo año, Cora ofrece cerca de 3.500 productos y lanza productos que participan en el desarrollo sostenible, así como una gama de productos de Terroir bajo la marca “ Patrimonio gastronómico» En 2003, Cora lanzó la marca “ Viaje a Cora ". Provera es la central de compras de alimentos de varias marcas como Cora, Match, Maximo, Migros France y Francap.
En diciembre de 2014, Carrefour y Cora firmaron un acuerdo de colaboración en compras. Esta alianza abarca la negociación de la compra de productos de marcas nacionales e internacionales, alimentos y bazar, con excepción de marcas de distribuidores, productos desarrollados por Pymes y productos frescos de sectores agrícolas. Esta asociación será efectiva a partir del 1 de enero de 2015. El comunicado de prensa de los dos grupos también especifica que “ Carrefour y Cora / Supermercados Match mantienen su propia política comercial, definiendo cada marca sus precios y política promocional por separado ».
Entre 2007 y 2017, Cora perdió 18 % de ventas, pero mantuvo los ingresos operativos a un buen nivel.
En abril de 2017, Cora inició una reestructuración interna que implica la subcontratación de los Servicios Postventa. En septiembre de 2017 se anunció un PPE (Plan de Protección del Empleo) para 2018. Este plan concierne a 540 personas.
|      | Volumen de negocios sin impuestos | Número de empleados |
| ---- | --------------------------------- | ------------------- |
| 2012 | 5.039.284.600                     | 18.805              |
| 2013 | 4.880.994.320                     | 18.397              |
| 2014 | 4.575.092.854                     | No divulgado        |
| 2015 | 4.719.901.198                     | No divulgado        |
| 2016 | 4.700 261 289                     | 17.911              |
| 2017 | 4.688.059.196                     | 18.072              |
| 2018 | 4.618.437.107                     | No divulgado        |
| 2019 | 4.086.526.316                     | 17.861              |
| 2020 | 3.854.072.278                     | 17,901              |
| 2021 | 3.821.801.109                     | 17.416              |

## Identidad visual

### Lemas
- En Francia :
  - Hasta 2022 : “ Cuenta con nosotros, Cora.»
  - Desde 2022 : “ Hiper proximidad»
- En Bélgica :
  - De 1974 a 2019 : “ Cora, de un vistazo»
  - Desde 2019 : “ Cora, la pasión por elegir»
- En Luxemburgo : “ Cora : Nunca habíamos visto tanta variedad y calidad a precios tan bajos. !»
- En Rumania : « Știi de ce revii» (“ ¿Sabes por qué regresas? ")
- En Hungría, hasta 2012 : «Több mint jó ár!» (“ Más que un buen precio ! " en húngaro)

## Implementación

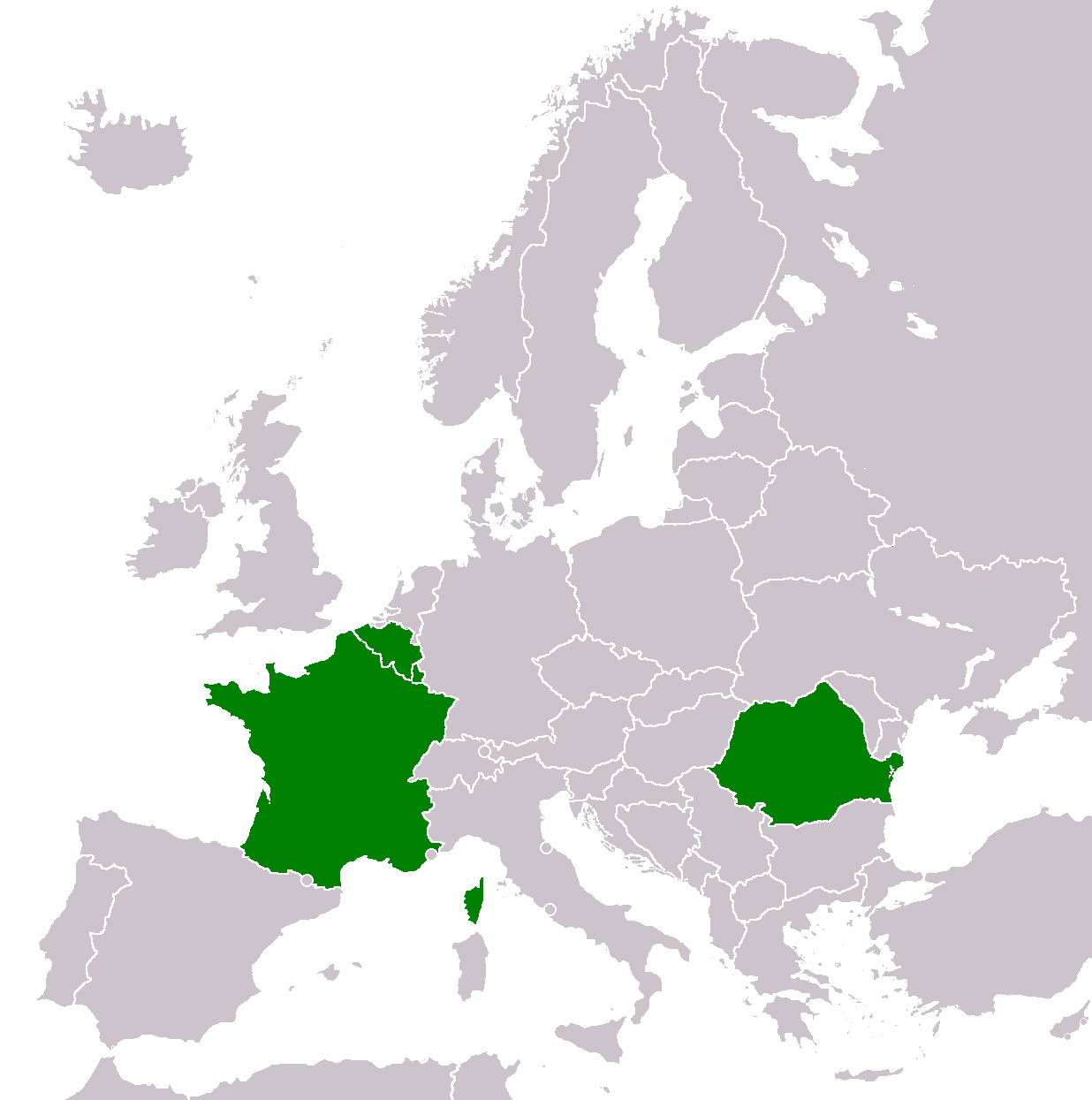
La presencia de Cora en Europa.

Existen 60 hipermercados Cora en Francia, incluyendo 16 en el Gran Este y 10 en Alta Francia. Casi todas las demás tiendas están situadas en el noreste del país, debido a la proximidad geográfica con Bélgica. La única tienda Cora presente en el sur de Francia está en Alès, en el departamento de Gard.; Cora abrió una tienda en Bourgoin-Jallieu (Isère) en septiembre de 2017, la primera desde 1996. Este último, sin embargo, cierraba sus puertas el 31 de diciembre de 2022, por falta de rentabilidad.
La marca Cora también está presente en Bélgica, Luxemburgo y Rumanía. En 2014, Cora tenía 12 hipermercados en Rumanía, 3 de los cuales están en Bucarest, y otros 6 en las ciudades de Arad, Baia Mare, Constanța, Cluj-Napoca, Ploiești y Drobeta-Turnu-Séverin.
Cora tuvo hipermercados en Hungría entre 1997 y 2012, la marca Auchan se hizo cargo de todas las tiendas en este país.
| País       | Creación | Nombre de negocios |
| ---------- | -------- | ------------------ |
| Francia    | 1969     | 60                 |
| Rumanía    | 2003     | 11                 |
| Bélgica    | 1969     | 7                  |
| Luxemburgo | 1995     | 2                  |

| Común                                    | Departamento          | Región                 |
| ---------------------------------------- | --------------------- | ---------------------- |
| Alès                                     | Gard                  | Occitania              |
| Andelnans (Belfort)                      | Territorio de Belfort | Borgoña-Franco Condado |
| Arcueil                                  | Val-de-Marne          | Isla de Francia        |
| Bettancourt-la-Ferrée (Saint-Dizier)     | Haute-Marne           | Gran Este              |
| Boussy-Saint-Antoine                     | Essonne               | Isla de Francia        |
| Bruay-la-Buissière (Béthune)             | Pas-de-Calais         | Alta Francia           |
| Cambrai                                  | Norte                 | Alta Francia           |
| Choisey (Dole)                           | Jura                  | Borgoña-Franco Condado |
| Cormontreuil (Reims)                     | Marne                 | Gran Este              |
| Coudekerque-Branche (Dunkerque)          | Norte                 | Alta Francia           |
| Courrières (Lens)                        | Pas-de-Calais         | Alta Francia           |
| Dorlisheim (Molsheim)                    | Bajo Rin              | Gran Este              |
| Dreux                                    | Eure-et-Loir          | Centre-Val de Loire    |
| Ermont                                   | Val-d'Oise            | Isla de Francia        |
| Essey-lès-Nancy (Nancy)                  | Meurthe-et-Moselle    | Gran Este              |
| Évreux                                   | Eure                  | Normandía              |
| Flers-Villeneuve d'Ascq (Lille)          | Norte                 | Alta Francia           |
| Forbach                                  | Mosela                | Gran Este              |
| Garges-lès-Gonesse                       | Val-d'Oise            | Isla de Francia        |
| Grosbliederstroff (Sarreguemines)        | Mosela                | Gran Este              |
| Haguenau                                 | Bajo Rin              | Gran Este              |
| Houdemont (Nancy)                        | Meurthe-et-Moselle    | Gran Este              |
| Houssen (Colmar)                         | Alto Rin              | Gran Este              |
| Lempdes (Clermont-Ferrand)               | Puy-de-Dôme           | Auvernia-Ródano-Alpes  |
| Limoges                                  | Haute-Vienne          | Nueva Aquitania        |
| Livry-Gargan                             | Seine-Saint-Denis     | Isla de Francia        |
| Longeville-lès-Saint-Avold (Saint-Avold) | Mosela                | Gran Este              |
| Massy                                    | Essonne               | Isla de Francia        |
| Metz-Technopôle (Metz)                   | Mosela                | Gran Este              |
| Moncel-lès-Lunéville (Lunéville)         | Meurthe-et-Moselle    | Gran Este              |
| Mondelange                               | Mosela                | Gran Este              |
| Monéteau (Auxerre)                       | Yonne                 | Borgoña-Franco Condado |
| Montbéliard                              | Doubs                 | Borgoña-Franco Condado |
| Moulins-lès-Metz (Metz)                  | Mosela                | Gran Este              |
| Mulhouse-Dornach                         | Alto Rin              | Gran Este              |
| Mundolsheim (Strasbourg)                 | Bajo Rin              | Gran Este              |
| Pacé (Rennes)                            | Ille-et-Vilaine       | Bretaña                |
| Les Pavillons-sous-Bois                  | Seine-Saint-Denis     | Isla de Francia        |
| Perrigny-lès-Dijon (Dijon)               | Côte-d'Or             | Borgoña-Franco Condado |
| Publier (Thonon-les-Bains)               | Alta Saboya           | Auvergne-Rhône-Alpes   |
| Reims-Neuvillette                        | Marne                 | Gran Este              |
| Remiremont                               | Vosgos                | Gran Este              |
| Rots (Caen)                              | Calvados              | Normandía              |
| Saint-Jouan-des-Guérets (Saint-Malo)     | Ille-et-Vilaine       | Bretaña                |
| Saint-Maximin (Creil)                    | Oise                  | Alta Francia           |
| Saint-Quentin                            | Aisne                 | Alta Francia           |
| Sainte-Marguerite (Saint-Dié-des-Vosges) | Vosges                | Gran Este              |
| Sainte-Marie-aux-Chênes                  | Mosela                | Gran Este              |
| Sarrebourg                               | Mosela                | Gran Este              |
| Sarreguemines                            | Mosela                | Gran Este              |
| Soissons                                 | Aisne                 | Alta Francia           |
| Toul                                     | Meurthe-et-Moselle    | Gran Este              |
| Vendin-le-Vieil (Lens)                   | Pas-de-Calais         | Alta Francia           |
| Verdun                                   | Meuse                 | Gran Este              |
| Vesoul                                   | Alto Saona            | Borgoña-Franco Condado |
| Vichy                                    | Allier                | Auvergne-Rhône-Alpes   |
| Villebarou (Blois)                       | Loir-et-Cher          | Centre-Val de Loire    |
| Villers-Semeuse (Charleville-Mézières)   | Ardenas               | Gran Este              |
| Wattignies (Lille)                       | Norte                 | Alta Francia           |
| Wittenheim (Mulhouse)                    | Alto Rin              | Gran Este              |

| Común                           | Provincia  | Región           |
| ------------------------------- | ---------- | ---------------- |
| Anderlecht (Bruselas)           |            | Bruselas-Capital |
| Châtelineau (Charleroi)         | Hainaut    | Valonia          |
| Hornú (Mons)                    | Hainaut    | Valonia          |
| la lumbrera                     | Hainaut    | Valonia          |
| desorden                        | Luxemburgo | Valonia          |
| Rocourt (Lieja)                 | Liege      | Valonia          |
| Woluwe-Saint-Lambert (Bruselas) |            | Bruselas-Capital |

| Común                    | Cantón           |
| ------------------------ | ---------------- |
| Bertrange (Luxemburgo)   | Luxemburgo       |
| Foetz (Esch-sur-Alzette) | Esch-sur-Alzette |

## Controversias

### Condena a un cajero por robar un billete de reducción
En octubre de 2011, Cora fue noticiada por querer despedir a un empleada acusada de aceptar un ticket por una hamburguesa gratis que un cliente le dejó en la caja. La cajera, una madre con ingresos mínimos y empleada en Cora Mondelange desde hace 10 años, fue citada durante más de dos horas por la gendarmería para esclarecer este robo de recibos. La diputada del PS por Mondelange (Mosela) Aurélie Filippetti pidió a la dirección de “ poner fin a esta vergonzosa farsa en nombre del respeto a la acción sindical ".  La cólera contra la marca Cora se sintió a nivel nacional, y la presión fue tal que Cora decidió retirar los cargos contra el cajero.

### Despidos de empleados que se niegan a trabajar el domingo
En octubre de 2015, Cora despidió a los empleados que se negaron a trabajar los domingos. En mayo de 2019, el estilo de gestión de Cora volvió a quedar en evidencia cuando varios empleados denunciaron haber sido despedidos por negarse a trabajar los domingos.
El 24 de mayo de 2019, presionada por las polémicas provocadas por antiguos empleados despedidos, la dirección de Cora anunció que quería abrir negociaciones con sus empleados sobre el trabajo dominical.
Los empleados que no aceptan trabajar el domingo están expuestos a presiones. Según un ejecutivo de la empresa : “ Les convencemos de que abandonen la empresa diciéndoles que tendrán derecho al desempleo. Si eso no es suficiente, buscamos una falta grave. O les decimos que no hacer los domingos es un grave error.»